# چکاوک‌ها روی بند
چکاوک‌ها روی بند (چکی: Skřivánci na niti) فیلمی به کارگردانی یرژی منتسل است که در سال ۱۹۹۰ منتشر شد. این فیلم برنده خرس طلایی از جشنواره فیلم برلین شده‌است.